# Berberana (Álava)
Berberana es un despoblado que actualmente forma parte del municipio de Laguardia, en la provincia de Álava, País Vasco (España).

## Historia
Documentado desde 1366, era una aldea que formaba parte de Laguardia desde tiempo inmemorial, desconociéndose cuándo se despobló, y permaneciendo, a principios del siglo XIX, muchas ruinas de la localidad.
Actualmente sus tierras siguen siendo conocidas con el topónimo de Berberana.

## Monumentos
Ermita de Santa María de Berberana.